# Heliothis peltigera
Heliothis peltigera là một loài bướm đêm trong họ Noctuidae.

## Hình ảnh

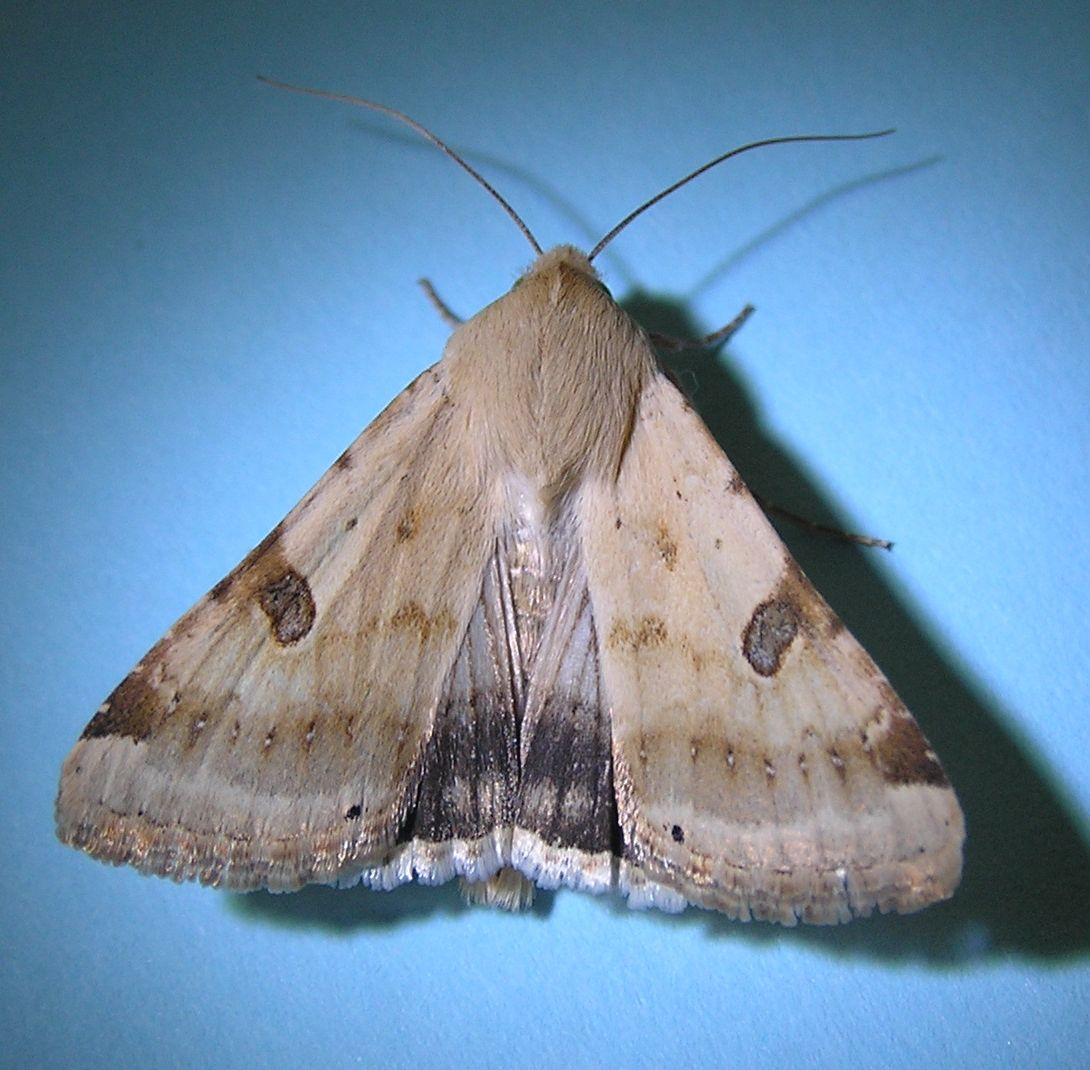
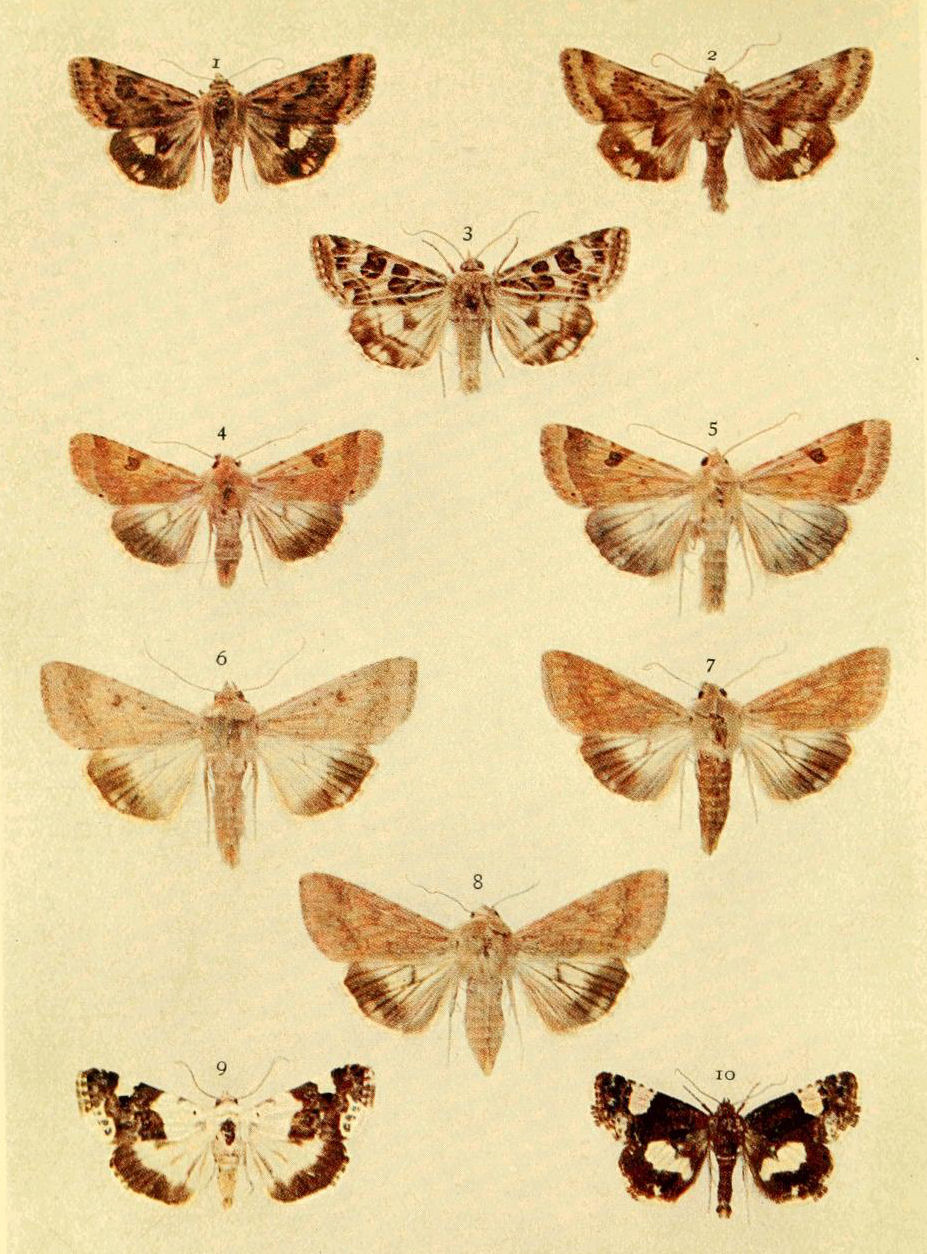
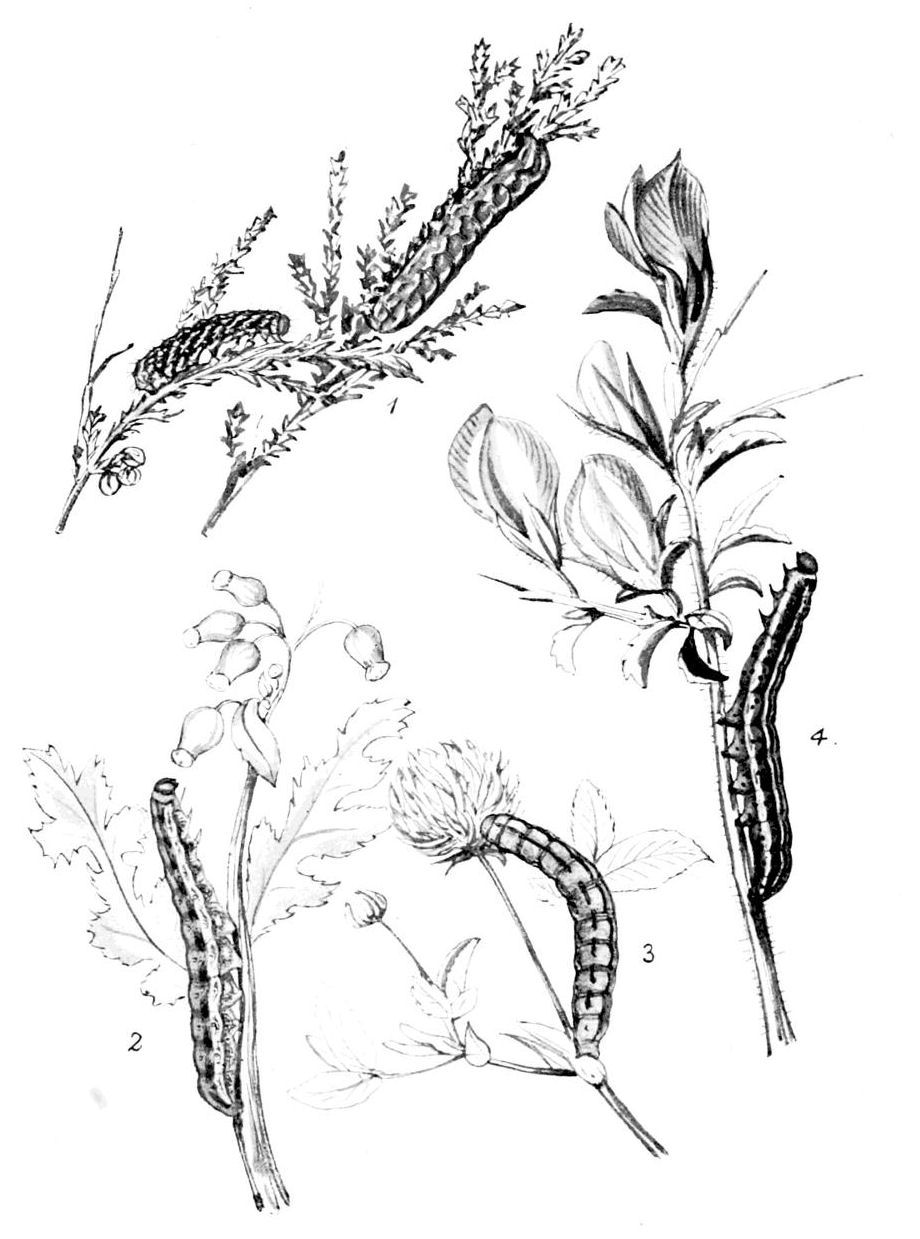